# Diane Watson
Pour les articles homonymes, voir Watson.
Diane Edith Watson, née le 12 novembre 1933 à Los Angeles (Californie), est une femme politique et diplomate américaine. Membre du Parti démocrate, elle est ambassadrice aux États fédérés de Micronésie de 1999 à 2000 puis représentante fédérale de Californie entre 2001 et 2011.